# Spillane (album)
Spillane è un album in studio del compositore jazz statunitense John Zorn, pubblicato nel 1987 dalla Elektra Nonesuch.
L'album è composto da tre composizioni "a schede" con utilizzi vocali, per un quartetto d'archi, e per giradischi.

## Descrizione

### L'album
Spillane prende il suo titolo dallo scrittore di romanzi, nonché inventore del genere letterario hard boiled, Mickey Spillane, il quale protagonista inventato da esso in Ti ucciderò, ovvero Mike Hammer, è elemento basilare nella composizione omonima presente sull'album. Il suo personaggio è stato interpretato da John Lurie.
John Zorn scrisse Spillane su una serie di schede cartacee, ciascuna contenente un'istruzione intesa per interpretare scene dai romanzi di Mickey Spillane. Di fatti, ai musicisti non venne data una tradizionale partitura musicale, lasciandoli la libertà nell'improvvisazione.

## Tracce
Musiche di John Zorn.
1. Spillane – 25:24
2. Two-Lane Highway – 18:16
3. Forbidden Fruit (Variations for Voice, String Quartet and Turntables) – 10:20

Durata totale: 54:00

## Formazione

### Spillane
- John Zorn – sassofono contralto, clarinetto
- Anthony Coleman – pianoforte, organo elettronico, celesta
- Carol Emanuel – arpa
- Bill Frisell – chitarra elettrica
- David Hofstra – contrabbasso, tuba
- Bob James – nastri magnetici, compact disc
- Bobby Previte – batteria, percussioni
- Jim Staley – trombone
- David Weinstein – tastiere
- John Lurie – voce di Mike Hammer
- Robert Quine – voce del cosciente di Mike Hammer

### Two-Lane Highway
- Albert Collins – chitarra elettrica, voce
- Robert Quine – chitarra elettrica
- Big John Patton – organo elettronico
- Wayne Horvitz – pianoforte
- Melvin Gibbs – basso elettrico
- Ronald Shannon Jackson – batteria
- Bobby Previte – batteria, percussioni

### Forbidden Fruit
- Kronos Quartet
  - David Harrington – violino
  - John Sherba – violino
  - Hank Dutt – viola
  - Joan Jeanrenaud – violoncello
- Christian Marclay – giradischi
- Hiromi Ota – voce